# Бьелькевик, Хедвиг
Хедвиг Бьелькевик (норв. Hedvig Bjelkevik; род. 18 апреля 1981) — норвежская конькобежка. Участница зимних Олимпийских игр 2006 года, 11-кратная чемпион Норвегии, 19-кратная призёр чемпионата Норвегии, 13-кратная чемпионка Норвегии среди юниоров. Выступала за команду "Arendal SK". 

## Биография
Хедвиг Бьелькевик родилась в муниципалитете Арендал, где и начала кататься на коньках на озере Лонгумваннет. Вместе с ней в семье росли старшая сестра Аннете и сестра-близнец Силье. С раннего детства родители брали их на активный отдых. Девочки также играли в хоккей на льду. В то время в Арендале ещё не было катка и родители возили детей тренироваться на каток в Шиен. Хедвиг вместе с сёстрами в 9 лет пришла в спортивный клуб "Arendal SK", в котором выступала до конца своей карьеры.
В 1994 году она впервые участвовала на молодёжном чемпионате Норвегии и сразу заняла 1-е место в спринте. С 1996 года принимала участие в юниорском чемпионате Норвегии и уже в 1998 году выиграла оба многоборья и все отдельные дистанции. Хедвиг была первой, кто установила рекорд Норвегии, когда ей исполнилось 16 лет. 25 января 1998 года на Кубке Норвегии среди юниоров она преодолела 5000 м с юниорским рекордом 8:06,72 сек. В том же году дебютировала на чемпионате Норвегии среди взрослых и на юниорском чемпионате мира. 
В сезоне 1998/1999 Хедвиг дебютировала на Кубке мира, стала 3-й на чемпионате Норвегии в забеге на 1500 м, и второй год подряд выиграла все юниорские чемпионаты в Норвегии. Она также установила все рекорды Норвегии среди юниоров, за исключением бега на 500 метров. В 2000 году стала первой в составе клуба чемпионкой Норвегии в многоборье и на дистанции 5000 м, а также заняла 12-е место в общем зачёте на чемпионате Европы в классическом многоборье. В феврале на дебютном чемпионате мира на отдельных дистанциях заняла 19-е место в забеге на 3000 м, а на дистанциях 1000 и 1500 м стала 22-й. 
В 2003 году она выиграла чемпионат Норвегии в многоборье и на дистанции 3000 м и на чемпионате Европы в классическом многоборье заняла 17-е место. В  том же 2003-м сёстры Аннет, Хедвиг и Салли вошли в историю, поскольку взяли соответственно золото, серебро и бронзу на дистанции 1500 метров в энкельтдистансе, проходившем в Норвежской деревне Гейтус. В 2004 году Хедвиг выиграла норвежский чемпионат в многоборье и участвовала в январе на чемпионате Европы в классическом многоборье, где финишировала на 15-м месте. В феврале на чемпионате мира в классическом многоборье заняла 24-е место.  
В 2005 году она участвовала только на Национальном чемпионате и в многоборье и на отдельных дистанциях поднималась только на 2-е место. В январе 2006 года стала 17-й в многоборье на чемпионате Европы в Хамаре. На своих первых и единственных зимних Олимпийских играх в Турине заняла 26-е место на дистанции 1500 м и 7-е место в командной гонке. В 2007 году Хедвиг вновь выиграла чемпионат Норвегии на дистанциях 500 м и 1000 м, а также в спринтерском многоборье. В марте на чемпионате мира на отдельных дистанциях заняла 17-е место в забеге на 1500 м, 21 на дистанции 1000 м и 24-е на 500 м. Через год вновь стала чемпионкой Норвегии в спринте и на дистанциях 500 и 1000 м. В том же 2008 году из-за болезни правой стопы она завершила карьеру спортсменки.

## Личная жизнь и семья
Хедвиг Бьелькевик после ухода из спорта работала в отделе маркетинга, отвечала за соцсети и интернет, также работала консультантом по продажам пищевых добавок и наконец решила стать художником. Она с раннего детства мечтала рисовать и в 16 лет начала профессионально заниматься рисованием. Она пишет картины у себя дома на острове Хисейя, где живёт со своим партнёром Ингваром Нильсеном и сыном Сандером. В Арендале она 13 лет работала в своей галерее и открыла выставку своих работ. Её сестра Силье никогда не добивалась успеха на вершине, как две её сестры, но участвовала в чемпионате мира среди юниоров и в других международных соревнованиях. Она ушла из спорта рано, в 2003 году из-за постоянных простуд, после чего работала в спортивном бутике "G-Max". Она родила девочку Олу от бывшего немецкого конькобежца Яна Фризингера, брата Анни Фризингер. Аннетте после ухода из спорта несколько лет работала садовником и аниматором, а также супервайзером в фитнес-центре.